# 美拉尼西亚

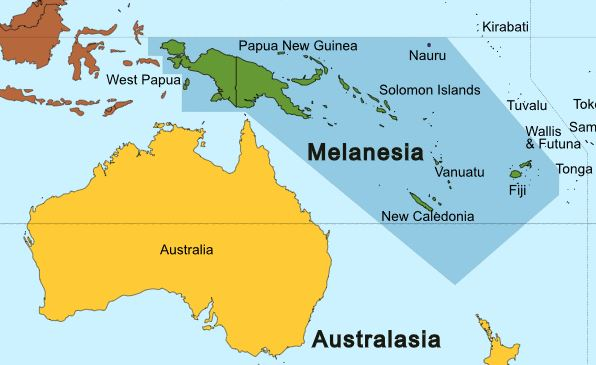
綠色陸地屬於美拉尼西亞的範圍

美拉尼西亚（英語：Melanesia）是大洋洲三大岛群之一（其餘兩個為密克罗尼西亚岛群和玻里尼西亞岛群）。由俾斯麦群岛、所罗门群岛、新赫布里底群岛、新喀里多尼亚群岛、斐济群岛等组成。陆地总面积约15.5万平方公里（不含新幾內亞島），各岛多火山。

## 名稱
美拉尼西亞（法語：Mélanésie）由儒勒·迪蒙·迪維爾於1832年以希臘文命名，其中，意思為黑色（英語：black）或黑人，為島嶼，這個單字的意思為黑色島嶼，或黑人居住的島嶼，用來說明居住在這些島嶼上居民的黑色皮膚。

## 島群

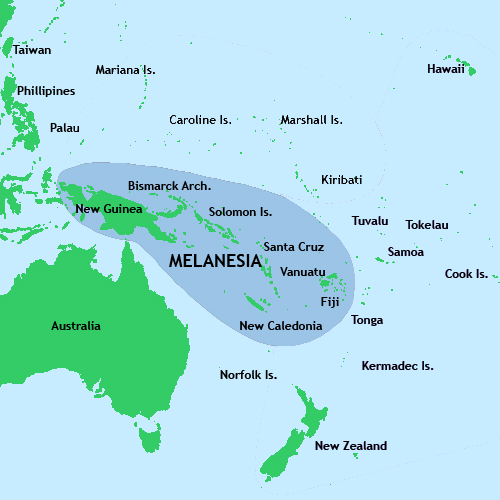
美拉尼西亞地圖

- 新幾內亞島 （以東經141度為界，西為 印度尼西亞的巴布亞省，東為 ）
- 托雷斯海峽群島 （澳洲領土）
- 俾斯麥群島 （ ）
- 索羅門群島 （大部份島嶼屬於 所罗门群岛，少部份屬於 ）
- 斐济
- 新喀里多尼亞 （法國的海外地區，非自治領土）

以下群島或島嶼有時被視為美拉尼西亞：
- 瑙鲁 （一般視為密克羅尼西亞）
- 诺福克岛 （澳洲的境外自治領地）（有时视为波利尼西亚）
- 摩鹿加群島 （ 印度尼西亞）
- 印度尼西亞東努沙登加拉省的弗洛勒斯島、松巴島和西帝汶（帝汶島西部）
- 东帝汶 （帝汶島東部）